# Dajipu (köpinghuvudort i Kina, Hubei Sheng, lat 30,04, long 115,01)
Dajipu (kinesiska: Dajipu Zhen, 大箕铺镇) är en köpinghuvudort i Kina. Den ligger i provinsen Hubei, i den centrala delen av landet, omkring 92 kilometer sydost om provinshuvudstaden Wuhan. Antalet invånare är 56 369. Befolkningen består av 26 665 kvinnor och 29 704 män. Barn under 15 år utgör 19,0 %, vuxna 15-64 år 73 %, och äldre över 65 år 7,0 %.
Runt Dajipu är det tätbefolkat, med 397 invånare per kvadratkilometer. Närmaste större samhälle är Majiao, 8,4 km väster om Dajipu. Trakten runt Dajipu består till största delen av jordbruksmark.
Genomsnittlig årsnederbörd är 2 084 millimeter. Den regnigaste månaden är maj, med i genomsnitt 332 mm nederbörd, och den torraste är januari, med 56 mm nederbörd.